# Kościół Narodzenia Najświętszej Maryi Panny w Chmielnie
Kościół Narodzenia Najświętszej Maryi Panny – rzymskokatolicki kościół filiarny wzniesiony najprawdopodobniej w czwartej ćwierci XIII wieku, orientowany; usytuowany w zachodniej części Chmielna, około 50 m na południe od szosy Chmielno - Skorzynice, na terenie obwiedzionego niskim murem z łamanego kamienia. Świątynia należy do dekanatu Lwówek Śląski diecezji legnickiej.

## Historia
Kościół wzniesiony został na fundamencie z dużych bloków piaskowca, z użyciem ciosu w narożach górnej partii wieży oraz z cegły w łuku szczytu wschodniego od poddasza i w szkarpie łuku tęczowego. Tynkowany z wyjątkiem górnych partii wieży. W 1288 roku książę Bolko przekazał prawo patronatu nad świątynią zakonowi joannitów. Kościół przebudowywano w XIV i XV wieku. Na początku XVI wieku budowla została rozbudowana o wieżę i zakrystię oraz częściowo przebudowana w stylu późnogotyckim (m.in. powiększono okna). Prace te zakończono prawdopodobnie w 1520 roku, co poświadcza data umieszczona na wieży. W 1742 roku kościół został przejęty przez gminę ewangelicką, która w IV ćwierci XIX wieku dobudowała od północy kruchtę ze sklepieniem pozorne kolebkowym, deskowym. Po zakończeniu II wojny światowej świątynia powróciła do katolików. Remonty przeprowadzono w latach 1965 oraz 1975.

## Architektura
Kościół w Chmielnie wzniesiono z ciosów piaskowca, z którego wykonano także portale i obramienia okienne. Budowla jest orientowana, jednonawowa, przykryta dwuspadowym dachem łupkowym o nieregularnym, czworobocznym korpusie (krzywa ściana południowa, niesymetryczne ustawienie względem prezbiterium) oraz z prostokątnym prezbiterium po stronie wschodniej. Świątynię otacza cmentarz, który prawdopodobnie już w średniowieczu był ogrodzony.
Pierwotnie kościół posiadał ostrołukowe okna o wąskich prześwitach oraz silnie rozchylonych ościeżach. Wejścia znajdowały się po południowej i północnej stronie nawy oraz od północy do prezbiterium. Portal południowy do nawy był ostrołukowy, prosty, natomiast starszy portal północny, również ostrołukowy, ozdobiony został kolumienkami oraz antropomorficznymi maskami na narożach gzymsów. Trzeci ostrołukowy portal prowadził od północy do prezbiterium. Nawę (13,8 x 8 m) oraz prezbiterium (8,3 x 6,5 m) przykrywa drewniany, malowany strop z ozdobnymi listwami, a między nimi znajduje się ostrołukowa tęcza.
W 1520 roku do zachodniej elewacji dostawiono wieżę o czworobocznym planie dolnej części oraz ośmiobocznym zwieńczeniu. W przyziemiu wieży umieszczono sklepienie kolebkowe, przebite otworem na schody. W tym okresie wykonano również wejście zachodnie do nawy oraz powiększono okna południowe i wschodnie. Prawdopodobnie równocześnie powstała zakrystia przy północno-wschodnim narożniku prezbiterium, z dwudzielnymi oknami zakończonymi trójliśćmi oraz sklepieniem krzyżowo-żebrowym z redukcyjnym profilem, i z okrągłym zwornikiem.

## Stan obecny
Do współczesności przetrwały mury obwodowe wraz z trzema pierwotnymi oknami od północy. Z trzech średniowiecznych portali dwa są obecnie zamurowane (południowy do nawy i północny do prezbiterium), natomiast trzeci – północny w nawie – został przesłonięty nowożytną kruchtą. Dobrze zachowana jest późnogotycka wieża zachodnia oraz zakrystia z charakterystycznymi oknami. Wewnątrz zachowały się sklepienia w zakrystii oraz przyziemiu wieży. W kościele znajduje się również wolnostojące sakramentarium z 1494 roku, wsparte na spiralnie skręconej kolumnie, , za nim trzystopniowe schody o kamiennej, ażurowej balustradzie i płyta nagrobna z 1625 r..
W kościele znajdują się wykonane przez Juliusa Röhle'a organy z 1905.